# Schengen-informatiesysteem

Schengen-informatiesysteem:
gebruikt het SIS volledig
gebruikt het SIS alleen bij de samenwerking rond misdaadbestrijding

Het Schengen-informatiesysteem (SIS) is een geautomatiseerd register dat de politiële en justitiële autoriteiten in elk van de Schengen-landen permanent inzicht verschaft in de internationale opsporingsinformatie van de andere partners in het Schengenakkoord van 1985.

Dit systeem is tot stand gekomen ter compensatie van de weggevallen grenscontroles aan de binnengrenzen in het Schengen-gebied. Hiervoor werd een verdergaande samenwerking op het gebied van de politiële en justitiële taken nodig geacht. Het SIS is een van de instrumenten daartoe, de juridische basis voor het systeem ligt in de Schengen Uitvoeringsovereenkomst uit 1990.

## Werking
Elk Schengen-land heeft volgens afgesproken specificaties een nationaal informatiesysteem (NSIS) ontwikkeld dat via het Centrale Schengen-informatiesysteem (CSIS) in Straatsburg (Frankrijk) is gekoppeld aan de NSIS-systemen van andere Schengen-landen. Wijzigingen worden in het eigen NSIS ingevoerd en vrijwel continu worden de NSIS-systemen met elkaar gesynchroniseerd via het CSIS.
In het register worden onder andere opgenomen:
- Personen om wier aanhouding ter uitlevering wordt gevraagd;
- Vreemdelingen die de toegang tot het Schengengebied geweigerd moet worden;
- Vermiste personen;
- Personen van wie de verblijfplaats moet worden vastgesteld;
- Personen die onopvallend hetzij gericht gecontroleerd moeten worden;
- Vermiste minderjarigen met verzoek tot opsporing en terugbrenging.
- Voertuigen die als gestolen of anderzijds vermist geregistreerd staan;
- Blanco en op naam gestelde identiteitsbewijzen die als gestolen vermeld staan.

Het SIS is operationeel sinds maart 1995. Medio 2005 waren er 13 lidstaten van de Europese Unie op aangesloten alsmede Noorwegen en IJsland. Op 9 april 2013 werd dit systeem opgevolgd door SIS II. De nieuwe versie bood niet alleen meer capaciteit in verband met de uitbreiding van de EU en maar ook een grotere functionaliteit als de opslag van biometrische gegevens en informatie over Europese opsporingsbevelen.
In mei 2017 waren er 22 lidstaten aangesloten en dankzij de toetreding van Zwitserland en Liechtenstein 4 niet-lidstaten. Voor het Verenigd Koninkrijk, Ierland, Kroatië, Roemenië, Bulgarije en Cyprus is alleen gedeeltelijke aansluiting mogelijk voor de samenwerking bij het bestrijden van misdaad in EU-verband omdat deze landen niet of nog niet meedoen met het Schengenakkoord.